# Enterobakteriophage MS2
Enterobakteriophage MS2 (englisch Enterobacteria phage MS2, deutsch auch Enterobacteria-Phage MS2, Bakteriophage MS2 oder Coliphage MS2, kurz MS2; Spezies Emesvirus zinderi, früher Escherichia-Virus MS2), ist ein ikosaedrisches einzelsträngiges RNA-Virus mit positiver Polarität, der das Bakterium Escherichia coli und andere Mitglieder der Enterobacteriaceae infiziert.
MS2 gehört der Gattung Gattung Emesvirus (früher Levivirus) an und mit ihr zu einer Familie eng verwandter bakterieller Viren mit der Bezeichnung Fiersviridae (früher Leviviridae genannt)., der auch die Gattung Qubevirus (früher Allolevivirus genannt) mit Escherichia-Phage Qβ (Spezies Qubevirus durum), Escherichia-Phage Qβ1 (Spezies Qubevirus escherichienecus) und Enterobacteria-Phage FI 4184 b (Spezies Qubevirus faecium) angehört. 
Mit Stand 7. Mai 2024 gibt es in der Gattung Emesvirus noch als weitere Arten Emesvirus japonicum (mit Enterobacteria-Phage GA und Escherichia-Phage BZ13) und Emesvirus piscicola (mit ssRNA-Phage AVE017).
Enterobakteriophage BZ13 (Spezies Emesvirus japonicum) umfasst. Daneben gibt es in der Taxonomie des National Center for Biotechnology Information (NCBI) noch einige weitere nicht näher klassifizierte Kandidaten in der Gattung Emesvirus.

## Forschungsgeschichte
Im Jahr 1961 wurde MS2 von Alvin John Clark isoliert und als RNA-haltiger Phage erkannt. 1976 wurde das MS2-Genom als erstes Virus-Genom überhaupt vollständig sequenziert. Dies gelang Walter Fiers und seinem Team, die bereits 1972 mit Gen des MS2-Hüllproteins das erste Gen vollständig sequenziert hatten. Die erste vollständige Bestimmung eines DNA-Genoms erfolgte erst später, und zwar 1977 mit dem des Enterobakteriophagen ΦX174.
Der erste Versuch einer statistischen Analyse des MS2-Genoms bestand in der Suche nach Mustern in der Nukleotidsequenz. Es wurden mehrere nichtkodierende Sequenzen (Genabschnitte, die nicht in Proteine übersetzt werden) identifiziert, wobei zum Zeitpunkt dieser Untersuchung (1979) die Funktion der nichtkodierenden Muster noch unbekannt war.

### Genom
Das MS2-Genom ist eines der kleinsten bekannten Genome, bestehend aus 3569 Nukleotiden einzelsträngiger RNA.

Position der Protein-kodierenden Gene innerhalb der RNA von Phage MS2. Das lys-Gen überlappt Teile der Gene CP und rep (alias RdRp). Nur ungefähr maßstabsgerecht.

Es kodiert nur vier Proteine: das Reifungsprotein (A-Protein), das Lyse-Protein, das Kapsidprotein (CP) und das Replikase-Protein (RdRp).
Das Gen lys, das das Lyse-Protein kodiert, überlappt sowohl das 3'-Ende des Upstream-Gens cp (für CP), als auch das 5'-Ende des Downstream-Gens rep (für RdRp) und war eines der ersten bekannten Beispiele für überlappende Gene.
Das positivsträngige RNA-Genom dient als Messenger-RNA und wird übersetzt, nachdem das Virus in der Wirtszelle von seinem Kapsid befreit wurde.
Obwohl die vier Proteine von derselben Messenger-RNA (d. h. Virus-RNA) kodiert werden, werden sie nicht alle auf den gleichen Ebenen exprimiert (Details s. u.).
Die Expression dieser Proteine wird durch ein komplexes Zusammenspiel zwischen Translation und RNA-Sekundärstruktur reguliert.

### Kapsidstruktur

Schemazeichnung eines Virusteilchens der Familie Fiersviridae, wie etwa der Gattung Emesvirus (Querschnitt und Seitenansicht)

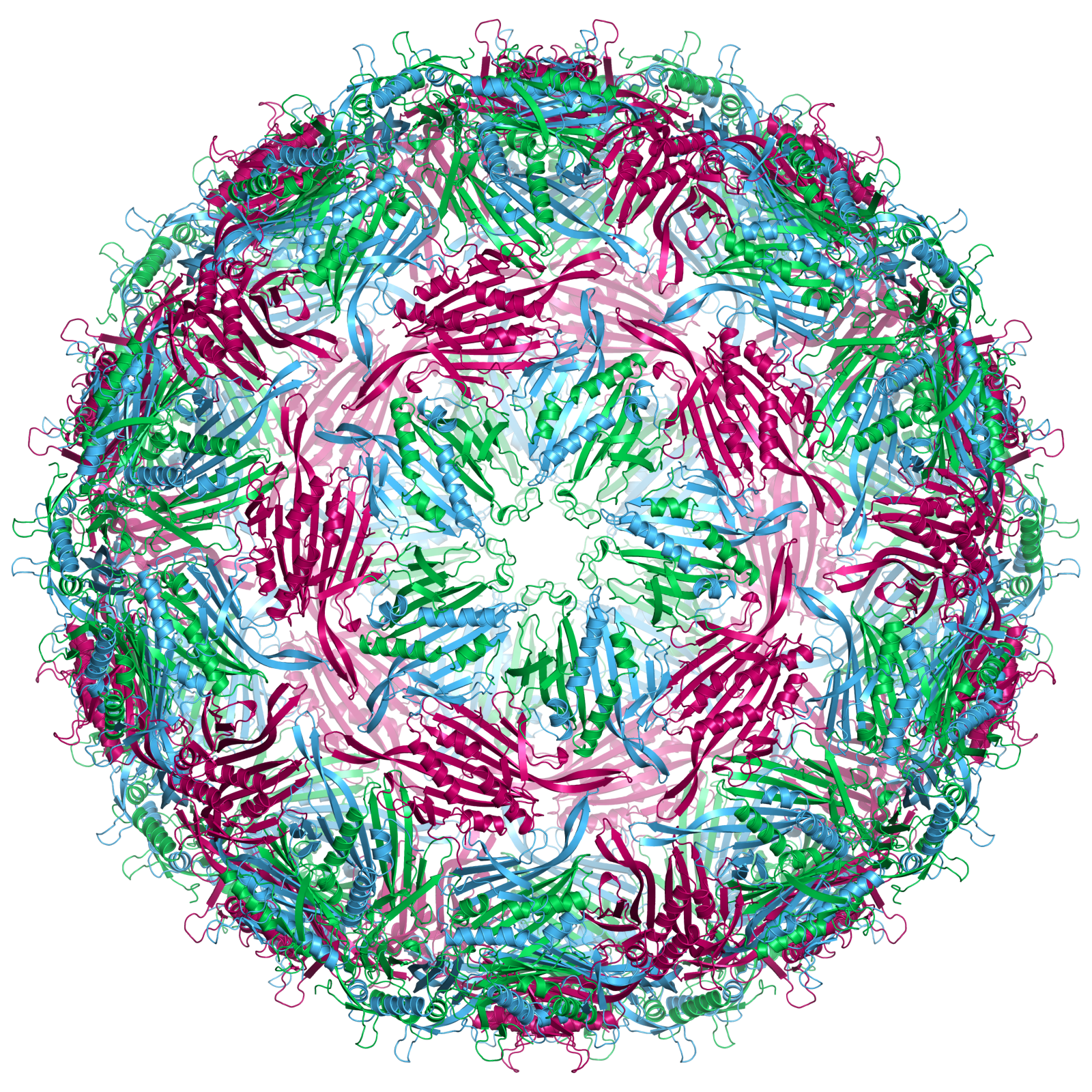
MS2-Kapsidstruktur. Die drei quasiäquivalenten Konformere in der Struktur sind blau (Kette a), grün (Kette b) und Magenta (Kette c) markiert.

Die MS2-Virionen (Viruspartikel) haben einen Durchmesser von etwa 27 nm, wie durch Elektronenmikroskopie bestimmt wurde.
Ein MS2-Partikel besitzt einer Kopie des Reifungsproteins A und 180 Kopien des Kapsidproteins CP (organisiert in 90 Dimeren), die in einem ikosaedrischen Kapsid mit der Triangulationszahl T=3 angeordnet sind, um das RNA-Genom im Inneren zu schützen.
Die Struktur des Kapsidproteins ist ein fünfsträngiges β-Faltblatt (β-sheet) mit zwei α-Helices und einer Haarnadel (hairpin). Nach Zusammenbau des Kapsids sind die Helices und die Haarnadel der Außenseite des Viruspartikels zugewandt, während das β-Sheet der Innenseite zugewandt ist.

### Wirkungsweise
MS2 infiziert Enterobakterien, die den Fertilitätsfaktor F aufweisen. Dies ist ein Plasmid, mit dem die Bakterienzellen als DNA-Spender bei der bakteriellen Konjugation dienen können. Gene auf dem F-Plasmid führen zur Produktion eines F-Pilus (auch Sexpilus genannt), der als viraler Rezeptor (DNA-Empfänger) dient. MS2 bindet sich über sein einziges Reifungsprotein an die Seite des Pilus. Der genaue Mechanismus, durch den Phagen-RNA in das Bakterium eindringt, ist noch unbekannt.
Sobald die virale RNA in die Zelle eingedrungen ist, beginnt sie als Messenger-RNA für die Produktion von Phagenproteinen zu fungieren. Das Gen cp für das am häufigsten vorkommende Protein, das Kapsidprotein CP, kann sofort übersetzt werden. Der Translationsstart (Start-Codon) des Replikasegens rep ist dagegen normalerweise in der RNA-Sekundärstruktur verborgen, kann aber vorübergehend geöffnet werden, wenn Wirts-Ribosomen durch das Gen des Kapsidproteins laufen. Die Replikase-Translation wird ebenfalls abgebrochen, sobald große Mengen an Kapsidprotein hergestellt wurden. Dimere des Kapsidproteins binden und stabilisieren die RNA-Operator-Hairpin, wodurch der Replikase-Start blockiert wird. Der Start des Reifungsproteingens mat ist in der RNA zugänglich, die repliziert wird, aber in der RNA-Sekundärstruktur der fertigen MS2-RNA versteckt ist. Dies gewährleistet die Translation von nur sehr wenigen Kopien des Reifungsproteins pro RNA. Schließlich kann die Übersetzung des Lyseproteingens nur durch Ribosomen gestartet werden, die die Translation des Kapsidproteingens abgeschlossen haben.
Auf diese Weise ist gewährleistet, dass die einzelnen Teilschritte der Virusvervielfältigung (RNA-Replikation, Bildung des Kapsidproteins und schließlich Lyse (Auflösung) der Wirtszelle) in der richtigen Reihenfolge ablaufen.
Die Replikation des Plus-Strangs des MS2-Genoms erfordert die Synthese der komplementären Minus-Strang-RNA, die dann als Vorlage für die Synthese einer neuen Plus-Strang-RNA verwendet werden kann. Weil die MS2-Replikase schwer zu isolieren ist, wurde die MS2-Replikation viel weniger gut untersucht als die Replikation des nahe verwandten Bakteriophagen Qβ, dürfte aber sehr ähnlich sein.
Es wird angenommen, dass die Bildung des Virions durch die Bindung von Reifungsprotein an die MS2-RNA ausgelöst wird. Nachweislich ist schon der Komplex aus Reifungsprotein und RNA infektiös. Der Aufbau des ikosaedrischen Kapsids aus Kapsidproteinen kann auch in Abwesenheit von RNA erfolgen, hierbei erfolgt die Kapsidanordnung durch Anbindung des Kapsidprotein-Dimer an die RNA-Operator-Hairpin, so dass die Gesamtstruktur kernhaltig (mit der Virus-RNA) gebildet wird. Wenn MS2-RNA vorhanden ist, erfolgt die Montage auch schon bei viel niedrigeren Konzentrationen an Kapsidprotein.
Bakterienlyse und Freisetzung neu gebildeter Virionen geschieht, wenn sich genügend Lyseprotein angesammelt hat. Das Lyseprotein bildet Poren in der zytoplasmatischen Membran (Bakterienhülle), was zum Verlust des Membranpotentials und zum Abbau der Zellwand führt.

## Anwendungen
Seit 1998 werden das MS2-Operator-Haarnadel- und Kapsidprotein für den Nachweis von RNA in lebenden Zellen benutzt (MS2-Tagging).
MS2 wurde aufgrund seiner strukturellen Ähnlichkeiten mit Noroviren, seiner ähnlich guten Proliferationsbedingungen und seiner Nicht-Pathogenität für Menschen als Ersatz für Noroviren in Studien zur Übertragung von Krankheiten verwendet.